# Valle de Nugaal
El valle de Nugaal (en somalí: Dooxada Nugaal, en árabe: وادي نوجال‎), también llamado valle de Nogal, es un valle largo y ancho ubicado en el norte de Somalia y el este de Somalilandia.

## Descripción general
El valle de Nugaal es un área pastoral clave que se extiende por cuatro regiones, Nugaal en Somalia y Sool, Sanaag y Togdheer en Somalilandia. El pastoreo nómade es la forma de vida principal para la mayoría de las personas que viven en el valle. La cría de cabras y camellos forman la base de la economía, y el incienso y la mirra se recolectan de los árboles silvestres. Los lechos de los cursos de agua tienen algunos pozos permanentes, a los que regresa la población predominantemente nómada durante la estación seca. Las lluvias escasas y erráticas (alrededor de 125 mm anualmente) y la alta salinidad del suelo limitan el cultivo de cultivos. Los segmentos del valle de Nugaal desde Garowe hacia el este se conocen tradicionalmente como Bari Nugaaleed o Bari Nugaal, mientras que los segmentos del valle que convergen en las llanuras de Iyah se denominan Jednugaal. No obstante, los límites latitudinales del Nugaal propiamente tal se refieren tradicionalmente al territorio que se extiende desde Garowe en el este hasta Saraar en el oeste.

## Geografía

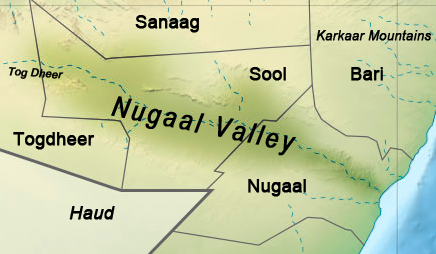
Mapa mostrando la extensión del valle de Nugaal

Ampliando 250 km a lo largo del uadi homónimo, el valle de Nugaal está delimitado por mesetas altas que ascienden gradualmente que generalmente alcanzan elevaciones de 500 a 1000 m s. n. m. en el norte, oeste y sur. La parte occidental de la misma meseta está atravesada por numerosos valles y quebradas secas. La misma meseta en pendiente hacia el sur se fusiona con el Haud, una llanura célebre por sus praderas. Al este hay una estrecha franja de bajas planicies costeras.
Los principales cursos de agua del valle, el Nugaal y el río Togdheer, más al oeste, se llenan brevemente durante y después de las tormentas (de abril a junio) y desembocan en el mar somalí. La parte superior del Nugaal está ocupada por el río estacional conocido como Tog Dheer.

## Flora y fauna
La vegetación principal del valle de Nugaal está formada por pastizales abiertos, arbustos (Commiphora spp), especies de Acacia y pastos dominantes (Indigofera spp). El valle alberga una suculenta flora y es particularmente rico en especies endémicas locales. Las colinas de yeso ubicadas alrededor de Las Anod sostienen flora como Aloe inermis, Dorstenia, Adenia, Raphanocarpus, Euphorbia, Pterodiscus y Caralluma.
Se ha propuesto instaurar el parque nacional Las Anod para proteger el bello paisaje, la rica y variada flora y el asno salvaje somalí. La meseta de piedra caliza al norte de Eyl también se ha propuesto como parque nacional debido a su rica flora endémica.

## Exploración petrolera
Debido a su proximidad a los estados del Golfo Pérsico ricos en petróleo como Arabia Saudita y Yemen, también se ha creído durante mucho tiempo que la nación contiene importantes reservas de petróleo crudo sin explotar. Se ha identificado que el bloque del Valle de Nuugal tiene potencial de reservas. Algunas compañías internacionales de petróleo y gas realizaron exploraciones a fines de la década de 1980 en la región. Durante esta fase de exploración, se disparó una cuadrícula sísmica bidimensional perpendicular al eje del sistema de rift en la cuenca de Nugaal. Según los mapas interpretados, estos datos muestran una serie de estructuras grandes, cerradas y controladas por fallas.
Entre ambos, el valle de Nugaal y Dharoor solo ha tenido 5 pozos perforados, lo que hace que el área sea una de las menos exploradas en el norte de África.